# 15a etapa del Tour de França de 2011
La 15a etapa del Tour de França de 2011 es disputà el diumenge 17 de juliol de 2011 sobre un recorregut de 193 km entre Limós i Montpeller. El britànic Mark Cavendish guanyà l'etapa, sent aquesta la seva quarta victòria en la present edició. El francès Thomas Voeckler conservà el lideratge en la classificació general.

## Perfil de l'etapa
Després de les etapes pirinenques i abans del segon dia de descans, el recorregut d'aquesta etapa és bàsicament pla, amb sols una petita cota de quarta categoria al km 82. L'esprint intermedi es troba a Montanhac (km 146,5).

## Desenvolupament de l'etapa
Un cop més, sols començar l'etapa, es produïa una escapada, aquesta vegada integrada per Mickaël Delage (FDJ), Niki Terpstra (QuickStep Cycling Team), Mikhaïl Ignàtiev (Team Katusha), Samuel Dumoulin (Cofidis) i Anthony Delaplace (Saur-Sojasun), que al km 16 ja disposaven d'1' 05" i 3' 55" al km 16. A partir d'aquest punt els homes del Team HTC-High Road controlaren la cursa i no els permeteren augmentar la diferència gaire més. Ignàtiev passava en primera posició per la petita cota de Vilespassens. A l'esprint intermedi de Montanhac (km 146,5) era Delage el primer amb 1' 00" sobre un gran grup ja predisposat a agafar-los.
A manca de 22 km Ignàtiev atacava entre els escapats. Terpstra sortia en persecució seva fins a unir-s'hi poc després. Delage, Dumoulin i Delaplace eren agafats pel gran grup a manca de 16 km, Ignàtiev ho seria a manca de 6 km i Tepstra quan ja sols quedaven 3 km. En aquell mateix moment, Philippe Gilbert (Omega Pharma-Lotto) atacava, però seria agafat a manca de 2 km.
A l'esprint final el vencedor fou Mark Cavendish, per davant de Tyler Farrar i Alessandro Petacchi, sent aquesta la seva quarta victòria en la present edició. El francès Thomas Voeckler conservà el lideratge en la classificació general.

## Esprints
| Primer  | Mickaël Delage      | 20 pts |
| Segon   | Samuel Dumoulin     | 17 pts |
| Tercer  | Anthony Delaplace   | 15 pts |
| Quart   | Mikhaïl Ignàtiev    | 13 pts |
| Cinquè  | Niki Terpstra       | 11 pts |
| Sisè    | Mark Cavendish      | 10 pts |
| Setè    | José Joaquín Rojas  | 9 pts  |
| Vuitè   | Philippe Gilbert    | 8 pts  |
| Novè    | Francisco Ventoso   | 7 pts  |
| Desè    | Mark Renshaw        | 6 pts  |
| Onzè    | Bernhard Eisel      | 5 pts  |
| Dotzè   | Tony Martin         | 4 pts  |
| Tretzè  | Matthew Harley Goss | 3 pts  |
| Catorzè | Arnold Jeannesson   | 2 pts  |
| Quinzè  | George Hincapie     | 1 pts  |

| Primer  | Mark Cavendish      | 45 pts |
| Segon   | Tyler Farrar        | 35 pts |
| Tercer  | Alessandro Petacchi | 30 pts |
| Quart   | Daniel Oss          | 26 pts |
| Cinquè  | José Joaquín Rojas  | 22 pts |
| Sisè    | Ben Swift           | 20 pts |
| Setè    | Gerald Ciolek       | 18 pts |
| Vuitè   | Tony Gallopin       | 16 pts |
| Novè    | Francisco Ventoso   | 14 pts |
| Desè    | Sébastien Hinault   | 12 pts |
| Onzè    | Jimmy Engoulvent    | 10 pts |
| Dotzè   | Leonardo Duque      | 8 pts  |
| Tretzè  | André Greipel       | 6 pts  |
| Catorzè | Borut Božič         | 4 pts  |
| Quinzè  | Tomas Vaitkus       | 2 pts  |

## Ports de muntanya
- 1. Cota de Vilespassens. 208 m. 4a categoria (km 82,0) (2,2 km al 4,6%)

| Primer | Mikhaïl Ignàtiev | 1 pt |

## Classificació de l'etapa
|    | Ciclista            | Equip                  | Temps      |
| -- | ------------------- | ---------------------- | ---------- |
| 1  | Mark Cavendish      | Team HTC-High Road     | 4h 20' 24" |
| 2  | Tyler Farrar        | Garmin-Cervélo         | m. t.      |
| 3  | Alessandro Petacchi | Lampre-ISD             | m. t.      |
| 4  | Daniel Oss          | Liquigas-Cannondale    | m. t.      |
| 5  | José Joaquín Rojas  | Movistar Team          | m. t.      |
| 6  | Ben Swift           | Team Sky               | m. t.      |
| 7  | Gerald Ciolek       | QuickStep Cycling Team | m. t.      |
| 8  | Tony Gallopin       | Cofidis                | m. t.      |
| 9  | Francisco Ventoso   | Movistar Team          | m. t.      |
| 10 | Sébastien Hinault   | AG2R La Mondiale       | m. t.      |

## Classificació general
|    | Ciclista         | Equip                  | Temps       |
| -- | ---------------- | ---------------------- | ----------- |
| 1  | Thomas Voeckler  | Team Europcar          | 65h 24' 23" |
| 2  | Frank Schleck    | Team Leopard-Trek      | + 1' 49"    |
| 3  | Cadel Evans      | BMC Racing Team        | + 2' 06"    |
| 4  | Andy Schleck     | Team Leopard-Trek      | + 2' 15"    |
| 5  | Ivan Basso       | Liquigas-Cannondale    | + 3' 16"    |
| 6  | Samuel Sánchez   | Euskaltel–Euskadi      | + 3' 44"    |
| 7  | Alberto Contador | Saxo Bank-Sungard      | + 4' 00"    |
| 8  | Damiano Cunego   | Lampre-ISD             | + 4' 01"    |
| 9  | Tom Danielson    | Garmin-Cervélo         | + 5' 45"    |
| 10 | Kevin de Weert   | QuickStep Cycling Team | + 6' 18"    |

|    | Ciclista           | Equip              | Total   |
| -- | ------------------ | ------------------ | ------- |
| 1r | Mark Cavendish     | Team HTC-High Road | 319 pts |
| 2n | José Joaquín Rojas | Movistar Team      | 282 pts |
| 3r | Philippe Gilbert   | Omega Pharma-Lotto | 248 pts |

|    | Ciclista        | Equip              | Total  |
| -- | --------------- | ------------------ | ------ |
| 1r | Jelle Vanendert | Omega Pharma-Lotto | 74 pts |
| 2n | Samuel Sánchez  | Euskaltel–Euskadi  | 72 pts |
| 3r | Jérémy Roy      | FDJ                | 45 pts |

|    | Ciclista       | Equip         | Temps       | Temps |
| -- | -------------- | ------------- | ----------- | ----- |
| 1r | Rigoberto Urán | Team Sky      | 65h 32' 29" |       |
| 2n | Rein Taaramae  | Cofidis       | + 1' 07"    |       |
| 3r | Pierre Rolland | Team Europcar | + 1' 25"    |       |

|    | Equip             | Temps        | Temps |
| -- | ----------------- | ------------ | ----- |
| 1r | Team Leopard-Trek | 195h 47' 43" |       |
| 2n | Team Europcar     | + 06"        |       |
| 3r | AG2R La Mondiale  | + 2' 32"     |       |

## Abandonaments
No es produí cap abandonament durant la disputa de l'etapa.